# Piper PA-46
Els Piper PA-46 Malibu i Matrix són una família d'avionetes produïdes per la companyia estatunidenca Piper Aircraft. Són avions monomotors, amb versions propulsades per motors de pistons (com el Malibu original) i d'altres amb motors turbohèlice (Malibu Meridian).

## Desenvolupament

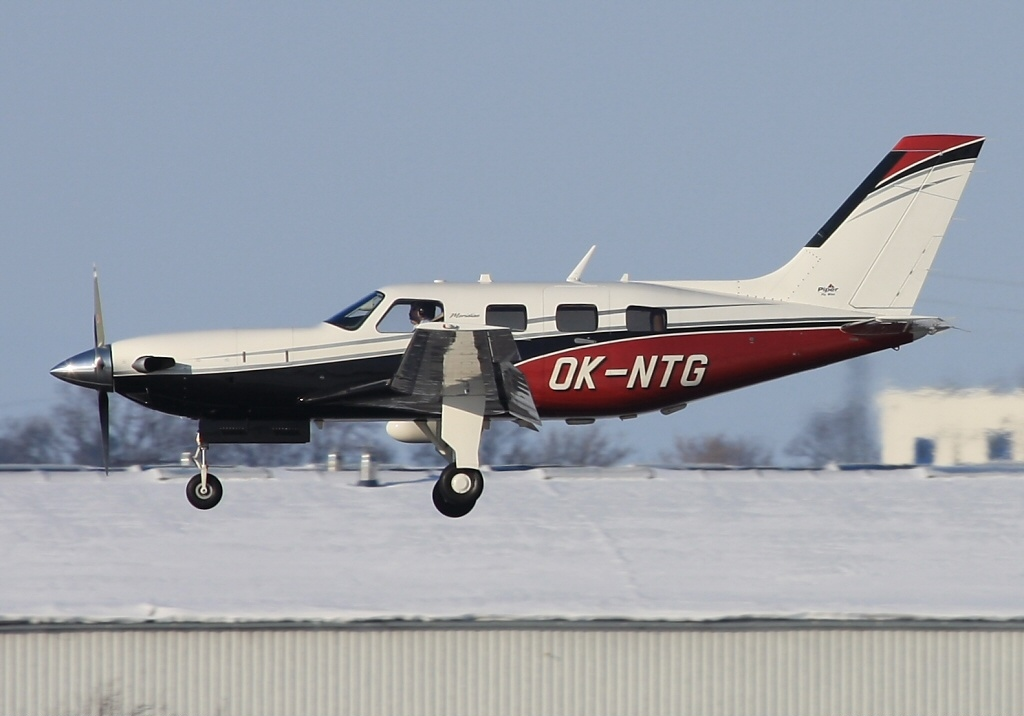
Piper PA-46-500TP Malibu Meridian

El desenvolupament del PA-46 va començar a finals de la dècada del 1970. El prototip inicial, anomenat PA-46-300T, va volar per primer cop el 30 de novembre de 1979. Tot i això, no es va llançar al mercat el model fins al novembre de 1982, aparentment per competir amb Cessna 210 Centurion.

## Especificacions

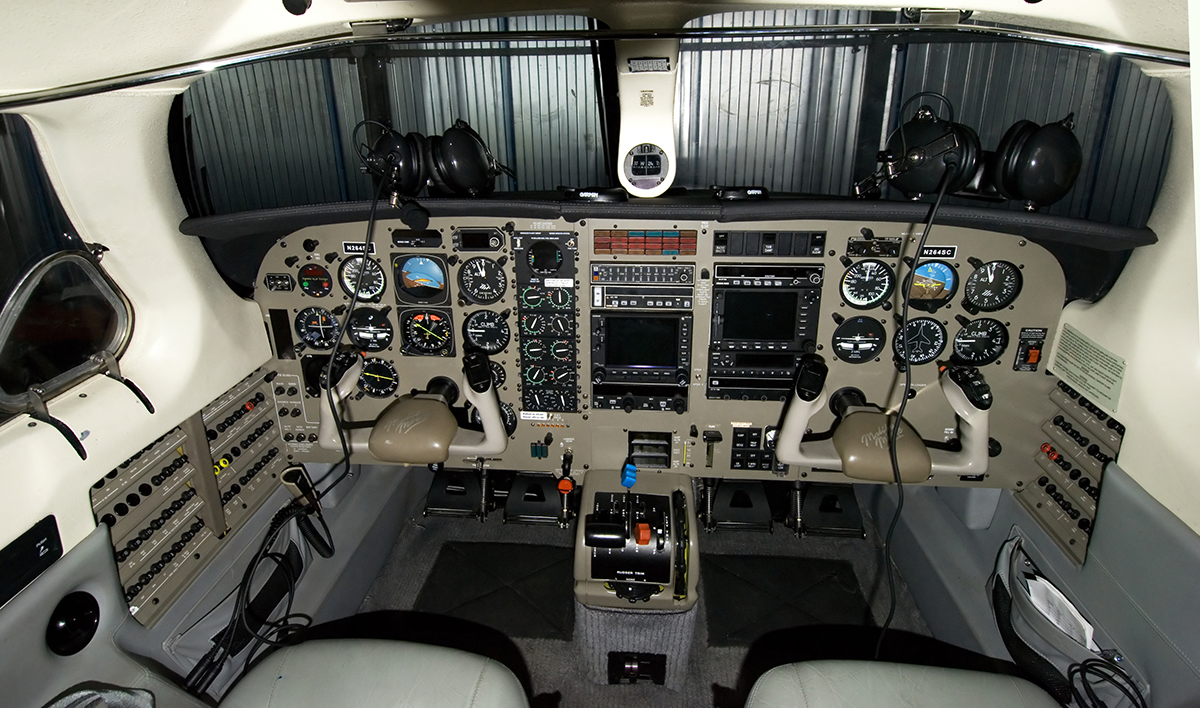
Cabina d'un PA-46-350P

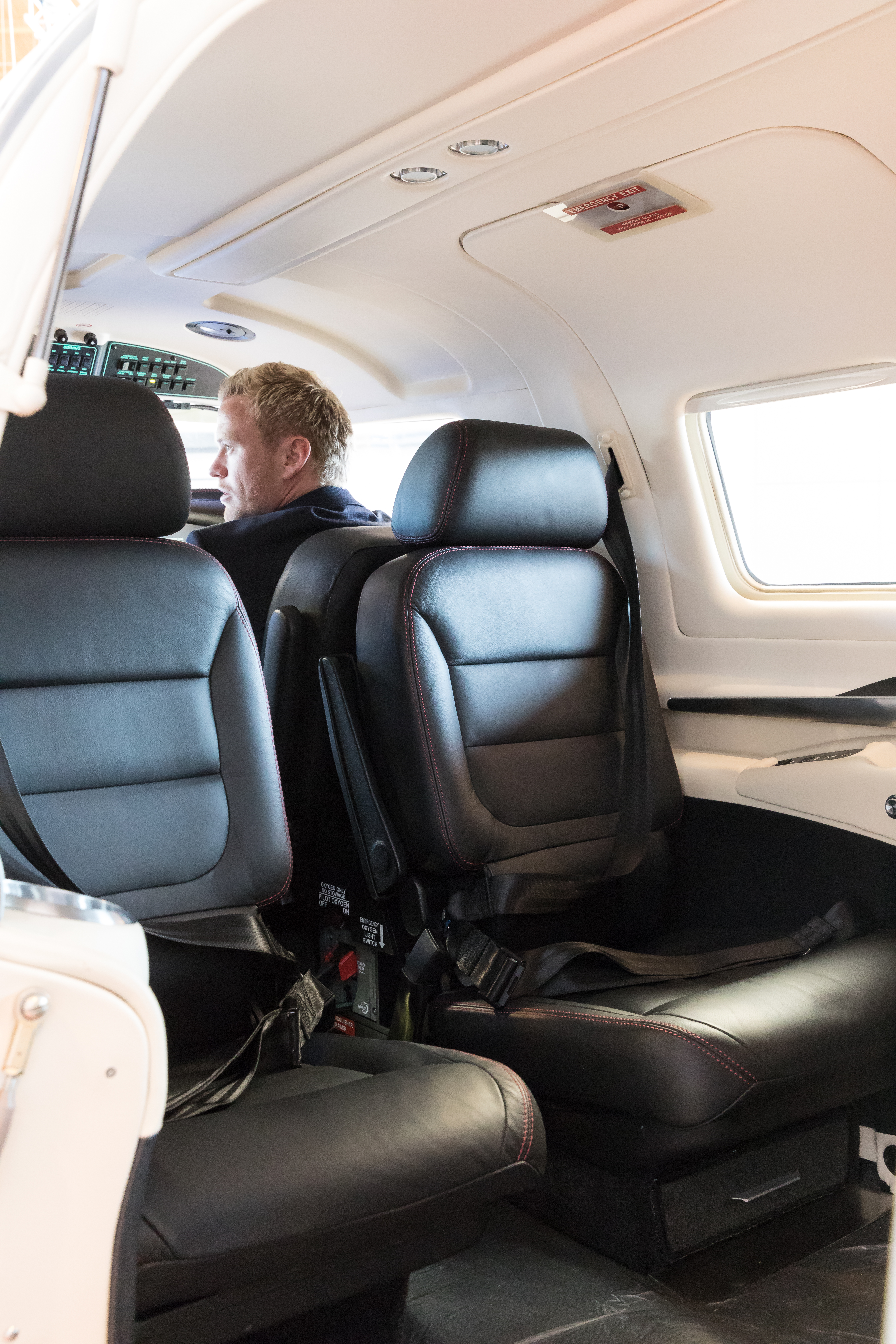
Cabina d'un M350

| Model                             | Matrix                   | M350                     | M500                           | M600                           |
| --------------------------------- | ------------------------ | ------------------------ | ------------------------------ | ------------------------------ |
| Seients                           | 6                        | 6                        | 6                              | 6                              |
| Volum de la cabina                | 201 cu ft (5.7 m3)       | 201 cu ft (5.7 m3)       | 201 cu ft (5.7 m3)             | 201 cu ft (5.7 m3)             |
| Pressurització                    | 0                        | 5.6 psi (390 hPa)        | 5.6 psi (390 hPa)              | 5.6 psi (390 hPa)              |
| Envergadura alar                  | 43,0 peus / 13,11 m      | 43,0 peus / 13,11 m      | 43,0 peus / 13,11 m            | 43,16 peus / 13,15 m           |
| Longitud                          | 28,11 peus / 8,6 m       | 28,11 peus / 8,6 m       | 29,6 peus / 9,02 m             | 29,7 peus / 9,05 m             |
| Alçada                            | 11,3 peus / 3,44 m       | 11,3 peus / 3,44 m       | 11,3 peus / 3,44 m             | 11,3 peus / 3,44 m             |
| MTOW (pes màxim a l'enlairament)  | 4.340 lliures / 1.969 kg | 4.340 lliures / 1.969 kg | 5.092 lliures / 2.310 kg       | 6.000 lliures / 2.721 kg       |
| OEW (pes operatiu en buit)        | 3.003 lliures / 1.362 kg | 3.050 lliures / 1.383 kg | 3.436 lliures / 1.559 kg       | 3.650 lliures / 1.656 kg       |
| Capacitat de combustible          | 120 USgal / 454 L        | 120 USgal / 454 L        | 170 USgal / 644 L              | 260 USgal / 984 L              |
| Hèlice                            | 3 pales                  | 3 pales                  | 4 pales ajsutables, reversible | 4 pales ajsutables, reversible |
| Motor                             | Lycoming TIO-540-AE2A    | Lycoming TIO-540-AE2A    | Pratt & Whitney PT6A-42A       | Pratt & Whitney PT6A-42A       |
| Potència                          | 350 hp (260 kW)          | 350 hp (260 kW)          | 500 hp (370 kW)                | 600 hp (450 kW)                |
| Velocitat màxima de creuer        | 213 kt / 395 km/h        | 213 kt / 395 km/h        | 260 ktas / 482 km/h            | 274 ktas / 507 km/h            |
| Altitud màxima                    | 25.000 ft / 7.620 m      | 25.000 ft / 7.620 m      | 30.000 ft / 9.144 m            | 30.000 ft / 9.144 m            |
| Abast (amb 45 minuts de reserves) | 1,343 nm / 2,487 km      | 1,343 nm / 2,487 km      | 1.000 nm / 1.852 km            | 1.484 nm / 2.668 km            |
| Enlairament (50 ft obstacle)      | 2,090 ft / 637 m         | 2,090 ft / 637 m         | 2.438 ft / 743 m               | 2.635 ft / 803 m               |
| Aterratge (50 ft obstacle)        | 1968 ft / 600 m          | 1968 ft / 600 m          | 2.110 ft / 643 m               | 2.659 ft / 810 m               |